# Karipska struja
Karipska struja je topla morska struja u Karipskom moru.
Nastaje uglavnom od toplih voda sjevernog odvojka Atlantske južnoekvatorske struje i manjim dijelom od Sjevernoekvatorske struje. Ušavši u Karipsko more, teče uz sjevernu obalu Južne Amerike kod Venecuele u smjeru sjeverozapada brzinom od 0,2 m/s. Tada skreće na sjever kroz Yucatanski prolaz, gdje joj je brzina već 0,8 m/s i dalje u smjeru istoka gdje prolazi između Kube i Floride. Ovdje se zove Floridska struja i teče brzinom od 1,8 m/s.
vidjeti i:
- morske struje
- termohalinska cirkulacija

## Poveznice
- Shematski prikaz važnijih morskih struja